# Gare de Burley in Wharfedale
 (janvier 2020).
Si vous disposez d'ouvrages ou d'articles de référence ou si vous connaissez des sites web de qualité traitant du thème abordé ici, merci de compléter l'article en donnant les références utiles à sa vérifiabilité et en les liant à la section « Notes et références ».
La gare de Burley in Wharfedale est une gare ferroviaire du Royaume-Uni, située sur le territoire du village de Burley in Wharfedale, dans le  Yorkshire de l'Ouest en Angleterre. 
Les services à partir de Burley in Wharfedale sont opérés par Northern Rail.